# ジュディ・ランキン
ジュディ・トールムキー・ランキン（Judy Torluemke Rankin、1945年2月18日 - ）は、アメリカ合衆国の女子プロゴルファー、ゴルフ解説者。世界ゴルフ殿堂のメンバー。1962年に17歳でLPGAツアーに参戦、ツアーで通算26勝を挙げた。
引退後はゴルフチャンネルのLPGAツアーテレビ中継の主任解説者、一部のPGAツアー中継でコース上のレポーター、ESPN/ABCのゴルフ番組の専門解説者などを務めた。

## アマチュア時代
ミズーリ州セントルイスで生まれ育ち、1959年、14歳の時にミズーリ・アマチュアで優勝。翌年、全米女子オープンでローアマチュアを獲得。1961年、16歳でスポーツ・イラストレイテッド誌の表紙を飾った。翌1962年にプロ転向。

## プロ転向後
LPGAツアー参戦後の初優勝は1968年、以後、通算で26勝し、1976年と1977年には賞金女王となった。1965年から1979年にかけて、賞金ランキング10位以内に11回入った。1976年、シーズン獲得賞金150,734ドルを記録し、1シーズンで賞金100,000ドルを超えた初のLPGAプレーヤーとなった。
メジャー選手権では4度に亘り2位となったが、1度も優勝することは出来なかった。メジャー最高位は、1976年の全米女子プロゴルフ選手権の単独2位、1972年のタイトルホルダーズ選手権、1972年の全米女子オープン、1977年の全米女子プロゴルフ選手権の2位タイであった。1976年にコルゲート・ダイナ・ショア・ウィナーズ・サークル（現在のANAインスピレーション）と1977年にピーター・ジャクソン・クラシック（後のデュモーリエ・クラシック）で優勝したが、いずれもランキンの優勝時にはメジャー選手権では無かった。ツアー26勝目にして最後の勝利は、1979年8月のWUIクラシック（メドウ・ブルック・クラブ、ニューヨーク州ジェリコ）であった。
LPGAプレーヤー・オブ・ザ・イヤーを2回（1976年、1977年）、最少平均ストローク数達成を讃えるベアトロフィーを3回（1973年、1976年、1977年）獲得している。1983年、38歳の時に慢性的腰痛によりフルタイム出場から引退した。後に1996年と1998年にソルハイムカップのチームキャプテンを務め、勝利を収めた。2000年 ベテラン部門でLPGAツアー殿堂入りを果たした初のプレイヤーとなり、2000年には世界ゴルフ殿堂入りも果たした。
2002年、全米ゴルフ協会がゴルフにおける卓越したスポーツマンシップを認め、授与する最高の栄誉ボブジョーンズ賞に選出された。
2013年4月、セントルイス・ウォーク・オブ・フェームでスターを獲得した。

## メディアの経歴
1984年から、ESPNとABCのゴルフ解説者を務めた。2010年、ゴルフ・チャンネルLPGAツアー中継の主任解説者になった。
ゴルフ専門誌「ゴルフダイジェスト」や「ゴルフ・フォー・ウィメン」の顧問プロでもある。

## 私生活
ランキンは1967年にウォルター・"イッピー"・ランキンと結婚するまでは、ジュディ・トールムキーとして知られていた。夫妻はテキサス州ミッドランドで暮らし、1968年生まれの「テューイ」の愛称で知られる息子ウォルター・ジュニアがいる。咽喉癌との闘病の末、夫イッピーは2012年2月24日に71歳で死去。息子テューイの妻はPGAツアーのプロゴルファー、ジェフ・オギルビーの義姉妹である。
2006年5月に乳癌と診断される。2006年8月までに治療を完了し、ABCスポーツの2006年全英女子オープン中継のオンエアに間に合った。

## プロ戦績

### LPGAツアー (26勝)
| No. | 日付           | トーナメント                                     | スコア                | ストローク差 | 2位の選手                                                                     |
| --- | -------------- | ------------------------------------------------ | --------------------- | ------------ | ----------------------------------------------------------------------------- |
| 1   | 1968年11月10日 | コーパス・クリスティ・シヴィタン・オープン       | +3 (75-69-69=213)     | プレーオフ   | サンドラ・スプジッチ                                                          |
| 2   | 1970年6月27日  | ジョージ・ワシントン・ゴルフ・クラシック         | −7 (74-70-68=212)     | 1打差        | サンドラ・ヘイニー                                                            |
| 3   | 1970年7月19日  | スプリングフィールド・ジェイシー・オープン       | −10 (71-70-68=209)    | 1打差        | レスリー・ホルバート                                                          |
| 4   | 1970年9月27日  | リンカーン＝マーキュリー・オープン               | −2 (69-71-77=217)     | 1打差        | キャシー・ウィットワース                                                      |
| 5   | 1971年10月15日 | クオリティ・ファースト・クラシック               | −2 (71-72-71=214)     | プレーオフ   | ジェーン・ブラロック                                                          |
| 6   | 1972年3月10日  | レディー・イヴ・オープン                         | −9 (69-71-70=210)     | プレーオフ   | キャシー・ウィットワース                                                      |
| 7   | 1972年10月10日 | ヘリテージ・ヴィレッジ・オープン                 | −7 (69-72-71=212)     | 5打差        | ベッツィー・バーフェインド                                                    |
| 8   | 1973年5月6日   | アメリカン・ディフェンダー・ローリー・クラシック | +1 (73-72-72=217)     | 2打差        | 樋口久子                                                                      |
| 9   | 1973年5月13日  | レディ・カーリング・オープン                     | −4 (75-67-73=215)     | 4打差        | サンドラ・ヘイニー                                                            |
| 10  | 1973年8月5日   | パブスト・レディース・クラシック                 | −4 (69-71-72=212)     | 3打差        | デビー・オースティン                                                          |
| 11  | 1973年10月14日 | GACクラシック                                    | −8 (69-67-70-66=272)  | プレーオフ   | ゲルダ・ボイキン サンドラ・パーマー                                           |
| 12  | 1974年6月2日   | ボルチモア・クラシック                           | −2 (71-73=144)        | 1打差        | スージー・バーニング キャロル・マン マリリン・スミス キャシー・ウィットワース |
| 13  | 1975年8月24日  | ナショナル・ジューイッシュ・ホスピタル・オープン | −9 (68-68-71=207)     | 2打差        | ジェーン・ブラロック サンドラ・ヘイニー                                       |
| 14  | 1976年2月1日   | バーディンズ・インビテーショナル                 | −3 (73-69-71=213)     | 3打差        | パット・ブラッドリー                                                          |
| 15  | 1976年4月4日   | コルゲート・ダイナ・ショア・ウィナーズ・サークル | −3 (74-72-71-68=285)  | 3打差        | ベッツィー・バーフェインド                                                    |
| 16  | 1976年4月18日  | カーステン・ピン・オープン                       | −11 (68-68-69=205)    | 7打差        | サンドラ・ポスト                                                              |
| 17  | 1976年6月27日  | ベーブ・ザハリアス・インヴィテーショナル         | −1 (74-69-69-75=287)  | 1打差        | ジェーン・ブラロック                                                          |
| 18  | 1976年7月18日  | ボーデン・クラシック                             | −11 (68-70-67=205)    | 5打差        | パット・ブラッドリー ホリス・ステーシー                                       |
| 19  | 1976年11月20日 | コルゲート香港オープン                           | E (71-72-73=216)      | 3打差        | 樋口久子                                                                      |
| 20  | 1977年2月20日  | オレンジブロッサム・クラシック                   | −8 (69-70-69=208)     | 5打差        | ジョイス・カズミエルスキー                                                    |
| 21  | 1977年2月27日  | ベントツリー・クラシック                         | −7 (63-77-69=209)     | 4打差        | クリフォード・アン・クリード                                                  |
| 22  | 1977年6月19日  | メイフラワー・クラシック                         | −4 (68-72-72=212)     | 2打差        | ジェーン・ブラロック                                                          |
| 23  | 1977年7月3日   | ピーター・ジャクソン・クラシック                 | −4 (72-66-74=212)     | 3打差        | パット・メイヤーズ サンドラ・パーマー                                         |
| 24  | 1977年8月6日   | コルゲート・ヨーロピアン女子オープン             | −15 (69-71-71-70=281) | 6打差        | ナンシー・ロペス                                                              |
| 25  | 1978年8月13日  | WUIクラシック                                    | −9 (71-69-70-73=283)  | 2打差        | パム・ヒギンズ デビー・マッシー                                               |
| 26  | 1979年8月13日  | WUIクラシック                                    | −4 (76-71-71-70=288)  | 2打差        | ベス・ダニエル                                                                |

LPGAツアー プレーオフの記録 (4勝12敗)
| No. | 年   | トーナメント                                   | 対戦相手                                               | 結果                                                                |
| --- | ---- | ---------------------------------------------- | ------------------------------------------------------ | ------------------------------------------------------------------- |
| 1   | 1968 | コーパス・クリスティ・シヴィタン・オープン     | サンドラ・スプジッチ                                   | 2ホール目パーで勝利                                                 |
| 2   | 1970 | 女子ゴルフ・チャリティーズ・オープン           | サンドラ・ヘイニー マリリン・スミス                    | スミスが1ホール目バーディ―で勝利                                    |
| 3   | 1971 | クオリティ・ファースト・クラシック             | ジェーン・ブラロック                                   | 2ホール目パーで勝利                                                 |
| 4   | 1972 | レディー・イヴ・オープン                       | キャシー・ウィットワース                               | 1ホール目イーグルで勝利                                             |
| 5   | 1973 | シーリー＝ファベルジュ・クラシック             | キャシー・コーネリアス                                 | 1ホール目、相手のパーにより敗北                                     |
| 6   | 1973 | ラ・カナディエンヌ                             | ジョスリン・ブーラッサ サンドラ・ヘイニー              | ブーラッサが3ホール目バーディーで勝利 ランキンは1ホール目で脱落     |
| 7   | 1973 | GACクラシック                                  | ゲルダ・ボイキン サンドラ・パーマー                    | 3ホール目パーで勝利 ボイキンは1ホール目で脱落                       |
| 8   | 1973 | コーパス・クリスティ・シヴィタン・オープン     | シャロン・ミラー                                       | 2ホール目、相手のバーディーにより敗北                               |
| 9   | 1975 | チャリティ・ゴルフ・クラシック                 | エイミー・オルコット サンドラ・ヘイニー                | ヘイニーが4ホール目パーで勝利 ランキンは1ホール目で脱落             |
| 10  | 1975 | バーミンガム・クラシック                       | マリア・アストゥラロージス ジョアン・カーナー          | アストゥラロージスが1ホール目バーディ―で勝利                        |
| 11  | 1975 | アメリカン・ディフェンダー・クラシック         | ジョアン・カーナー                                     | 1ホール目、相手のパーにより敗北                                     |
| 12  | 1976 | ガールトーク・クラシック                       | パット・ブラッドリー ボニー・ラウアー サンドラ・ポスト | ブラッドリーが2ホール目パーで勝利 ラウアーとポストは1ホール目で脱落 |
| 13  | 1976 | ピーター・ジャクソン・クラシック               | ドナ・カポニ                                           | 1ホール目、相手のパーにより敗北                                     |
| 14  | 1977 | アメリカン・キャンサー・ソサエティ・クラシック | パム・ヒギンズ                                         | 1ホール目、相手のパーにより敗北                                     |
| 15  | 1979 | メイフラワー・クラシック                       | ローラ・ボー ホリス・ステーシー                        | ステーシーが2ホール目パーで勝利 ランキンは1ホール目で脱落           |
| 16  | 1981 | エリザベス・アーデン・クラシック               | ジョアン・カーナー サリー・リトル                      | リトルが3ホール目パーで勝利 カーナーは2ホール目で脱落               |

### その他の勝利 (2勝)
- 1974年 (1) コルゲート・ヨーロピアン・オープン（英語版）
- 1977年 (1) LPGAナショナルチーム選手権（英語版） (ジョアン・カーナーと)